# Estomatitis
La estomatitis es la inflamación de la boca y los labios. Se refiere a cualquier proceso inflamatorio que afecte a las membranas mucosas de la boca y los labios, con o sin ulceración oral.
En su sentido más amplio, la estomatitis puede tener una multitud de diferentes causas y apariencias. Las causas comunes incluyen infecciones, deficiencias nutricionales, reacciones alérgicas, radioterapia y muchas otras. Cuando generalmente se presenta inflamación de las encías y la boca, a veces se usa el término gingivostomatitis, aunque a veces también se usa como sinónimo de  la estomatitis herpética.
El término se deriva del griego stoma (στόμα), que significa "boca", y el sufijo -itis (-ῖτις), que significa "inflamación".

## Causas

### Deficiencia nutricional
La malnutrición (ingesta dietética inadecuada) o malabsorción (mala absorción de nutrientes por el cuerpo) puede conducir a estados de deficiencia nutricional, varios de los cuales pueden conducir a la estomatitis. Por ejemplo, las deficiencias de hierro, vitamina B2 (riboflavina), vitamina B3  (niacina), vitamina B6 (piridoxina), vitamina B9 (ácido fólico) o vitamina B12 (cobalamina) pueden manifestarse todas como estomatitis. El hierro es necesario para la regulación positiva de los elementos transcripcionales para la replicación y reparación celular. La falta de hierro puede causar una regulación negativa de estos elementos, lo que lleva a la reparación ineficaz y a la no regeneración de las células epiteliales, especialmente en la boca y los labios. Muchos trastornos que causan malabsorción pueden causar deficiencias, lo que a su vez causa estomatitis. Entre los ejemplos se incluye el esprue tropical.

### Estomatitis aftosa
La estomatitis aftosa (afta) es la aparición recurrente de úlceras en la boca en personas sanas. La causa no se comprende completamente, pero se cree que la enfermedad se produce por una respuesta inmune mediada por células T que se desencadena por una serie de factores. Las úlceras (aftas) individuales se repiten periódicamente y cicatrizan por completo, aunque en las formas más graves pueden aparecer nuevas úlceras en otras partes de la boca antes de que las anteriores hayan terminado de cicatrizar. La estomatitis aftosa es una de las enfermedades más comunes de la mucosa oral, y se cree que afecta aproximadamente al 20% de la población general hasta un cierto punto. 
Los síntomas van desde una molestia menor a ser incapacitantes por el dolor  en  la comida, la deglución y la conversación. Las formas graves pueden hacer que las personas pierdan peso. No hay cura para la estomatitis aftosa, y las terapias están dirigidas a aliviar el dolor, reducir la inflamación y promover la curación de las úlceras, pero hay poca evidencia de la eficacia de cualquier tratamiento que se haya utilizado.

### Estomatitis angular
La inflamación de las comisuras (ángulos) de los labios se denomina estomatitis angular o queilitis angular. En los niños, una causa frecuente es lamerse los labios repetidamente, y en los adultos puede ser un signo de anemia por deficiencia de hierro subyacente o deficiencias de vitamina B (p. Ej., B2-riboflavina, B9-folato o B12-cobalamina, que a su vez puede ser evidencia de dietas deficientes o desnutrición como la enfermedad celíaca).
Además, la queilitis angular puede deberse a que las mandíbulas en reposo del paciente están "sobrecargadas" debido a la falta o al desgaste de los dientes, lo que causa que las mandíbulas queden más cerca que si estuviera presente la dentición completa o no afectada. Esto causa pliegues de la piel alrededor del ángulo de la boca que se mantienen húmedos por la saliva, lo que a su vez favorece la infección; principalmente por Candida albicans o especies similares. El tratamiento generalmente implica la administración de nistatina tópica o agentes antifúngicos similares. Otro tratamiento puede ser corregir la posición de la mandíbula con un tratamiento dental (por ejemplo, dentaduras postizas o ajuste oclusal).

### Estomatitis relacionada con la dentadura
Esta es una condición común presente en los usuarios de dentaduras postizas. Aparece como una mucosa enrojecida pero indolora debajo de la dentadura. El 90% de los casos están asociados con especies de Candidia, y es la forma más común de candidiasis oral. El tratamiento es por medicamentos antimicóticos y una mejor higiene dental, como no usar la dentadura postiza durante el sueño.

### Estomatitis alérgica por contacto
La estomatitis alérgica por contacto (también denominada "gingivoestomatitis alérgica" o "gingivoestomatitis alérgica por contacto") es una reacción de hipersensibilidad tipo IV (retardada) que se produce en individuos atópicos susceptibles cuando los alérgenos penetran la piel o la mucosa.
Los alérgenos, que pueden ser diferentes para diferentes individuos, se combinan con proteínas derivadas del epitelio, formando haptenos que se unen con células de Langerhans en la mucosa, que a su vez presentan el antígeno en su superficie a los linfocitos T, sensibilizándolos a ese antígeno y siendo causa de que produzcan muchos clones específicos. La segunda vez que se encuentra un antígeno específico, se desencadena una reacción inflamatoria en el lugar de exposición. La estomatitis por contacto alérgico es menos común que la dermatitis de contacto alérgica porque la boca está cubierta de saliva, que elimina los antígenos y actúa como barrera. La mucosa oral también es más vascular (tiene un mejor suministro de sangre) que la piel, lo que significa que cualquier antígeno se elimina más rápidamente del área por la circulación. Finalmente, hay sustancialmente menos queratina en la mucosa oral, lo que significa que hay menos probabilidad de que se formen haptenos.
La estomatitis alérgica por contacto aparece como inflamación inespecífica, por lo que puede confundirse con irritación física crónica. Puede haber ardor o dolor en la boca y ulceración. La exposición crónica al alergeno puede provocar una lesión liquenoide. La gingivitis de células plasmáticas puede estar acompañada de glositis y queilitis.

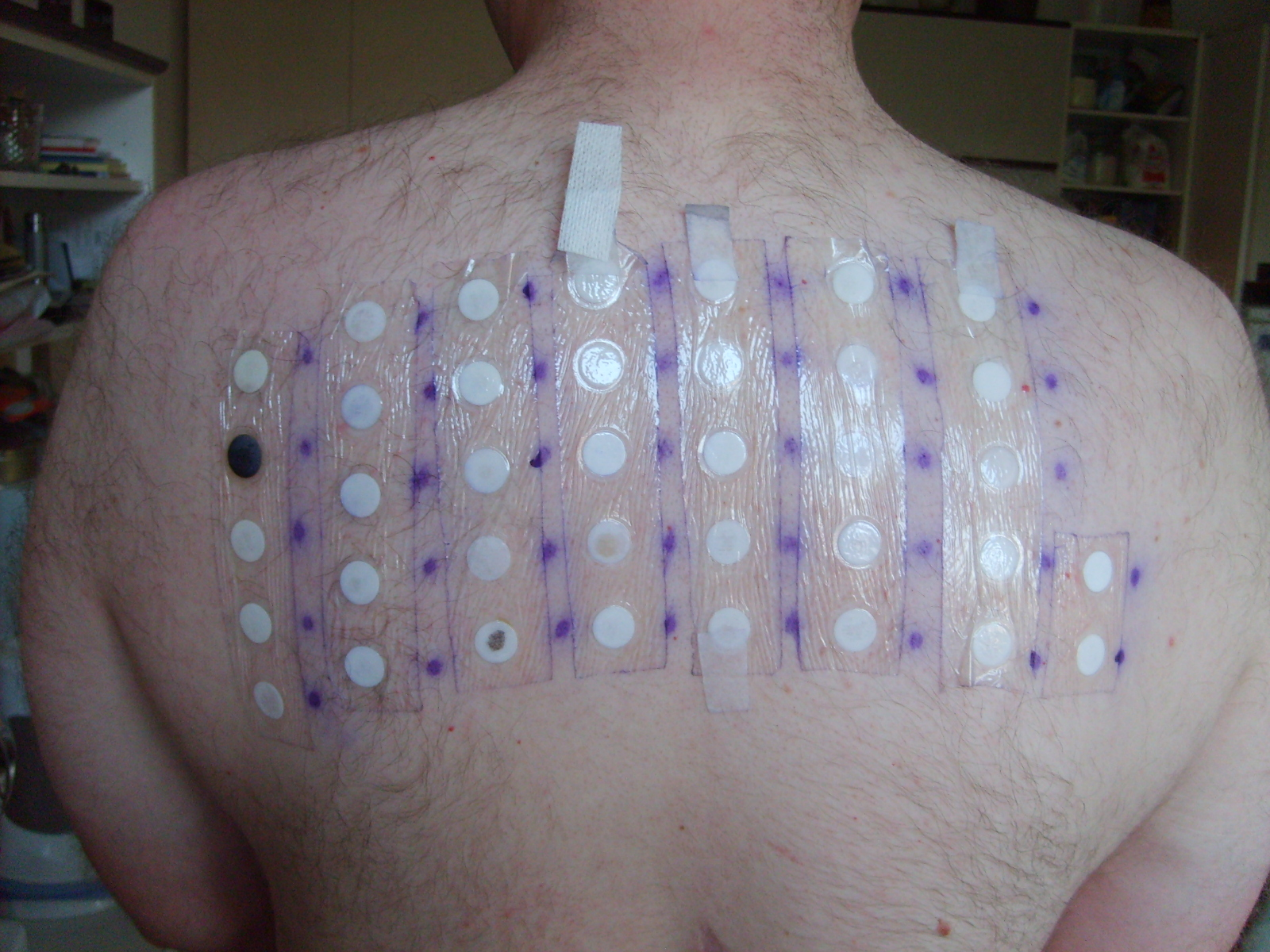
Prueba de parches para descubrir una alergia

Los alérgenos que pueden causar estomatitis alérgica por contacto en algunas personas incluyen el cinamaldehído, bálsamo de Perú, menta, mercurio, oro, pirofosfatos, citrato de zinc, monómero acrílico libre, níquel, flúor y lauril sulfato de sodio. Estos alérgenos pueden originarse de muchas fuentes, incluidos diversos alimentos y bebidas, goma de mascar, pasta de dientes, enjuague bucal, hilo dental, empastes dentales, dentaduras postizas, bandas o alambres de ortodoncia y muchas otras fuentes. Si la sustancia que contiene el alérgeno entra en contacto con los labios, puede producirse queilitis alérgica por contacto, junto con estomatitis alérgica por contacto.
El diagnóstico se confirma mediante una prueba de parche, y la cura es evitar la exposición al alergeno.

### Estomatitis migratoria
La estomatitis migratoria (o estomatitis geográfica) es una presentación atípica de una condición que normalmente se presenta en la lengua, denominada lengua geográfica. La lengua geográfica se llama así porque hay áreas de depapilación atróficas y eritematosas que migran con el tiempo, dando una apariencia de mapa.
En la estomatitis migratoria, otros sitios de la mucosa en la boca, como la superficie ventral (superficie inferior) de la lengua, la mucosa bucal, la mucosa labial, el paladar blando o el piso de la boca pueden estar afectados con lesiones idénticas, generalmente además de la lengua. Además de no estar restringido a la lengua, la estomatitis migratoria es una condición idéntica en todos los aspectos a la lengua geográfica. Otro sinónimo de lengua geográfica que usa el término estomatitis es "estomatitis areata migrans".

### Gingivostomatitis herpética

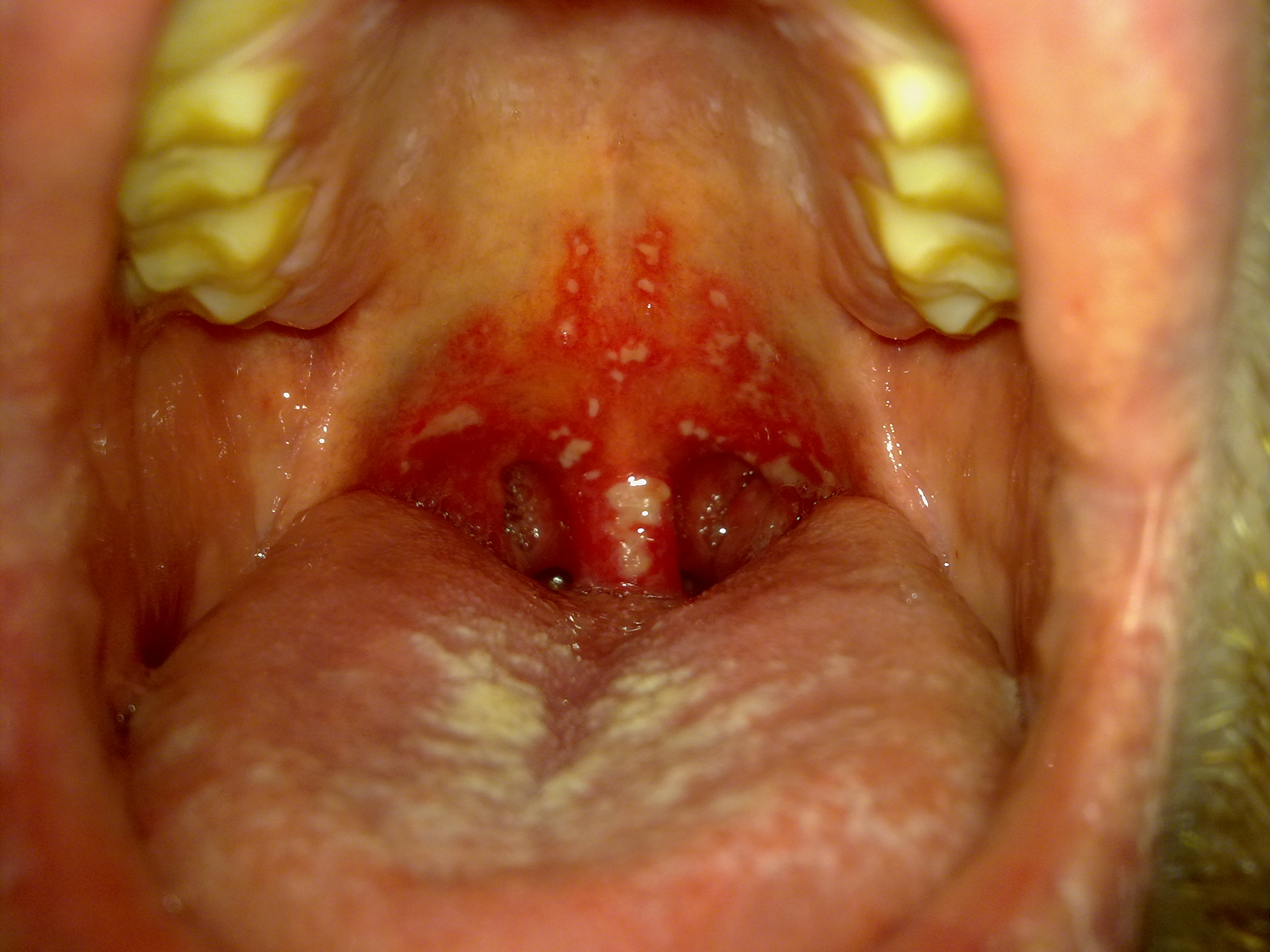
Estomatitis herpética (gingivoestomatitis herpética)

Es la inflamación de la boca causada por el virus del herpes simple.

### Irradiación y quimioterapia
La estomatitis también puede ser causada por la quimioterapia o la radioterapia del área orofaríngea. El término mucositisa veces se utiliza como sinónimo de estomatitis, sin embargo, el primero generalmente se refiere a las reacciones de la mucosa a la radioterapia o la quimioterapia, y puede ocurrir en cualquier parte del tracto gastrointestinal y no solo en la boca.

### Gingivostomatitis ulcerosa necrotizante
El término gingivostomatitis ulcerativa necrotizante a veces se utiliza como sinónimo de la enfermedad periodontal necrosante denominada más comúnmente gingivitis ulcerativa necrosante, o una forma más grave (también llamada estomatitis necrosante). El término gingivostomatitis necrosante también se usa a veces.

### Estomatitis por nicotina
También se llama queratosis palatal del fumador.: 176 Esta condición puede ocurrir en fumadores, especialmente en fumadores de pipa. El paladar parece seco y agrietado, y blanco por queratosis. Las glándulas salivales menores aparecen como protuberancias pequeñas, rojas e hinchadas. No es una condición premaligna, y la apariencia se revierte si se deja de fumar..: 176 

### Estomatitis ulcerosa crónica
La estomatitis ulcerosa crónica es una enfermedad recientemente descubierta con características inmunopatológicas específicas. Se caracteriza por erosiones y ulceraciones que recaen y remiten. Las lesiones se localizan en la mucosa bucal (interior de las mejillas) o en las encías. La condición se asemeja al liquen plano oral cuando se realiza una biopsia.
El diagnóstico se realiza con técnicas de inmunofluorescencia, que muestra autoanticuerpos circulantes y unidos a tejido (anticuerpo antinuclear específico de epitelio escamoso estratificado particulado) de la proteína DeltaNp63alpha, un componente normal del epitelio. El tratamiento se realiza con  hidroxicloroquina

### Gingivostomatitis de células plasmáticas
Términos como gingivostomatitis de células plasmáticas, gingivostomatitis atípica y gingivostomatitis idiopática,  son a veces un sinónimo de gingivitis de células plasmáticas, o se utiliza específicamente para referirse a una forma grave de gingivitis de células plasmáticas

### Otras formas de estomatitis
- El síndrome de fiebre periódica, la estomatitis aftosa, la faringitis y el síndrome de adenitis (PFAPA) ocurre en los niños.
- La estomatitis urémica: una forma rara de estomatitis que ocurre con insuficiencia renal.
- La pyostomatitis vegetans
- La estomatitis papular bovina